# Hwap’yŏng
Hwap’yŏng (kor. 화평군, Hwap’yŏng-kun) – powiat w Korei Północnej, w prowincji Chagang. W 2008 roku liczył ok. 42 tys. mieszkańców.
Powstał w grudniu 1952 roku.